# Hromův dub
Hromův dub je jeden z nejvýznamnějších památných stromů v okrese Olomouc, nacházející se na jihu katastru obce Bohuňovice mezi vesnicemi Hlušovice a Chomoutov severně od Olomouce, poblíž železniční trati z Olomouce do Prahy. Přibližně čtyřsetletý dub letní (Quercus robur) roste vedle polní cesty v nadmořské výšce 215 metrů a je patrně posledním pamětníkem Velkého rybníka, který byl v těchto místech zřízen městem v roce 1577 a jehož hráz byla podle dobové tradice osázena stromy.
Údaje o stáří stromu se rozcházejí. Některé zdroje uvádějí 300 let, jiné kolem 450 let. Druhé tvrzení by odpovídalo skutečnosti, že se jednalo o jeden z původních stromů osázených kolem Velkého rybníka. První by znamenalo, že byl dub vysazen postupem času. Rozpor v určení stáří dubu je patrný i z toho, že na jedné informační tabuli umístěné poblíž stromu je uveden údaj 300 let, na druhé 438 let.
V roce 2010 dub zvítězil mezi 53 nominovanými stromy v celostátní anketě Nadace Partnerství a stal se Stromem roku 2010. Poté reprezentoval Česko v anketě Evropský strom roku.

## Základní údaje
- název: Hromův dub
- druh: dub letní (Quercus robur)[5]
- výška: 27 m (2004)
- obvod: 600 cm (2004)
- věk: 300 let [1], 438 let (informační tabule u stromu)
- památný strom ČR: od 30. 9. 2005
- sanace: 7. 3. 2011
- umístění: kraj Olomoucký, okres Olomouc, obec Bohuňovice

## Lokalita „Strážná bouda“ a legenda
Vzhledem k tomu, že strom v minulosti stával u rybníka, bylo v místech, kde se nachází, zřízeno stavení pro porybného, tzv. „Strážná bouda“.
„Podle lidové tradice však na tomto místě kdysi stávala chýše uhlíře jménem Hrom, který se vzepřel snaze nějakého církevního pána (snad biskupa Dietrichštejna) získat jej, neobyčejného siláka, s až zázračnou mocí, do své ozbrojené gardy. Původní stavení zapálil a zmizel navždy kdesi v lužním lese [...] ’Strážná bouda’ vzniklá z ’Hromovy’ chýše spolu s okolními duby, zde však přečkala téměř čtyři století, i když funkci strážního domku u rybníka celou tu dobu neplnila. Rybník již nebyl po roce 1738 osazován, ale jeho plocha s velice úrodnou půdou byla pronajímána sedlákům na pastvu nebo i na osetí. Některý z nich zřejmě získal touto cestou do nájmu i někdejší stavení rybářského hospodáře. Jako hospodářský zemědělský objekt sloužila ’bouda’ i po pádu nevolnictví (1781) a po zrušení panské roboty roku 1848. Ke svému definitivnímu konci došla až za válečných událostí v roce 1945.“ (PhDr. Milan Tichák, informační tabule u stromu)

## Galerie

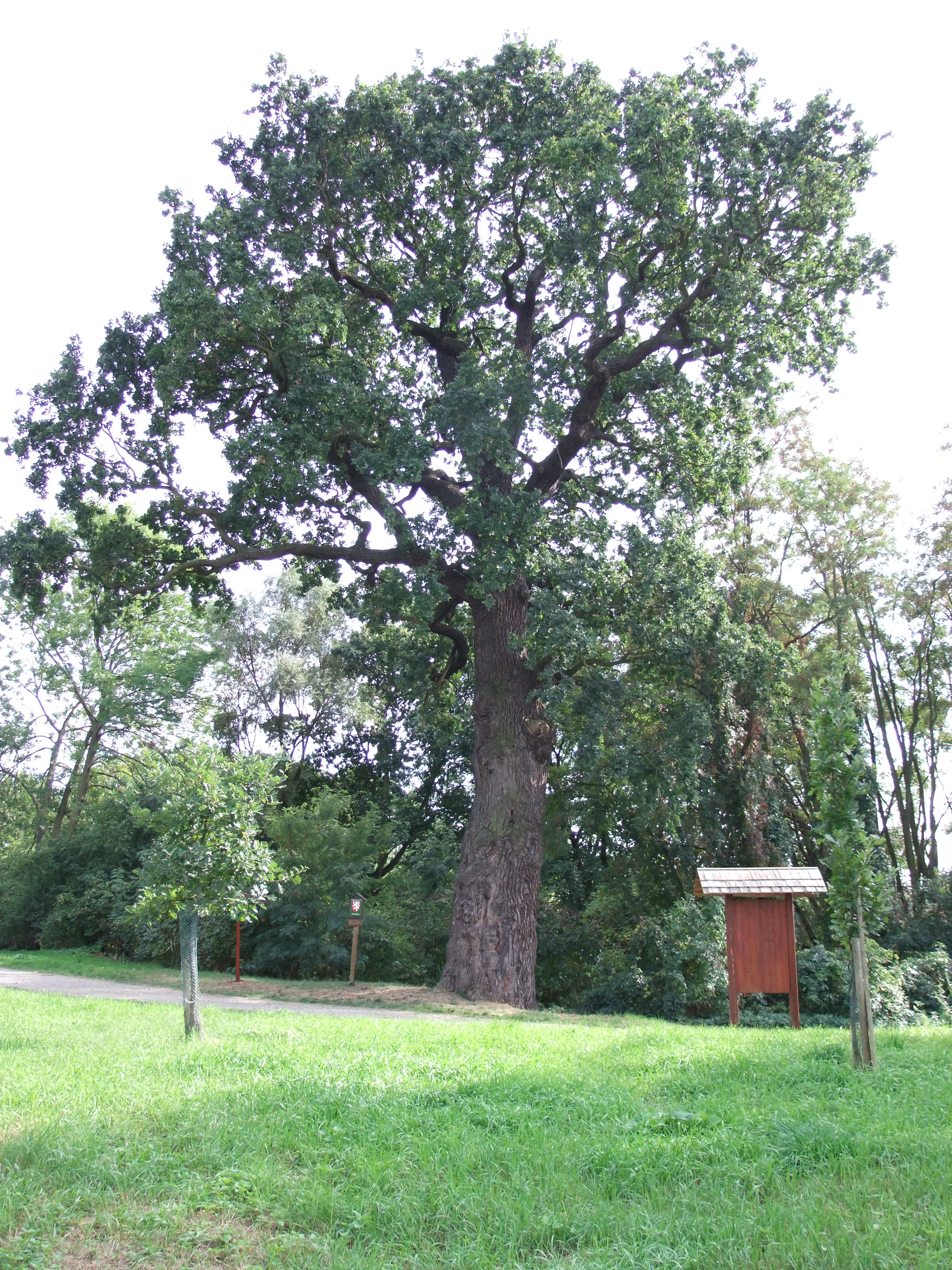
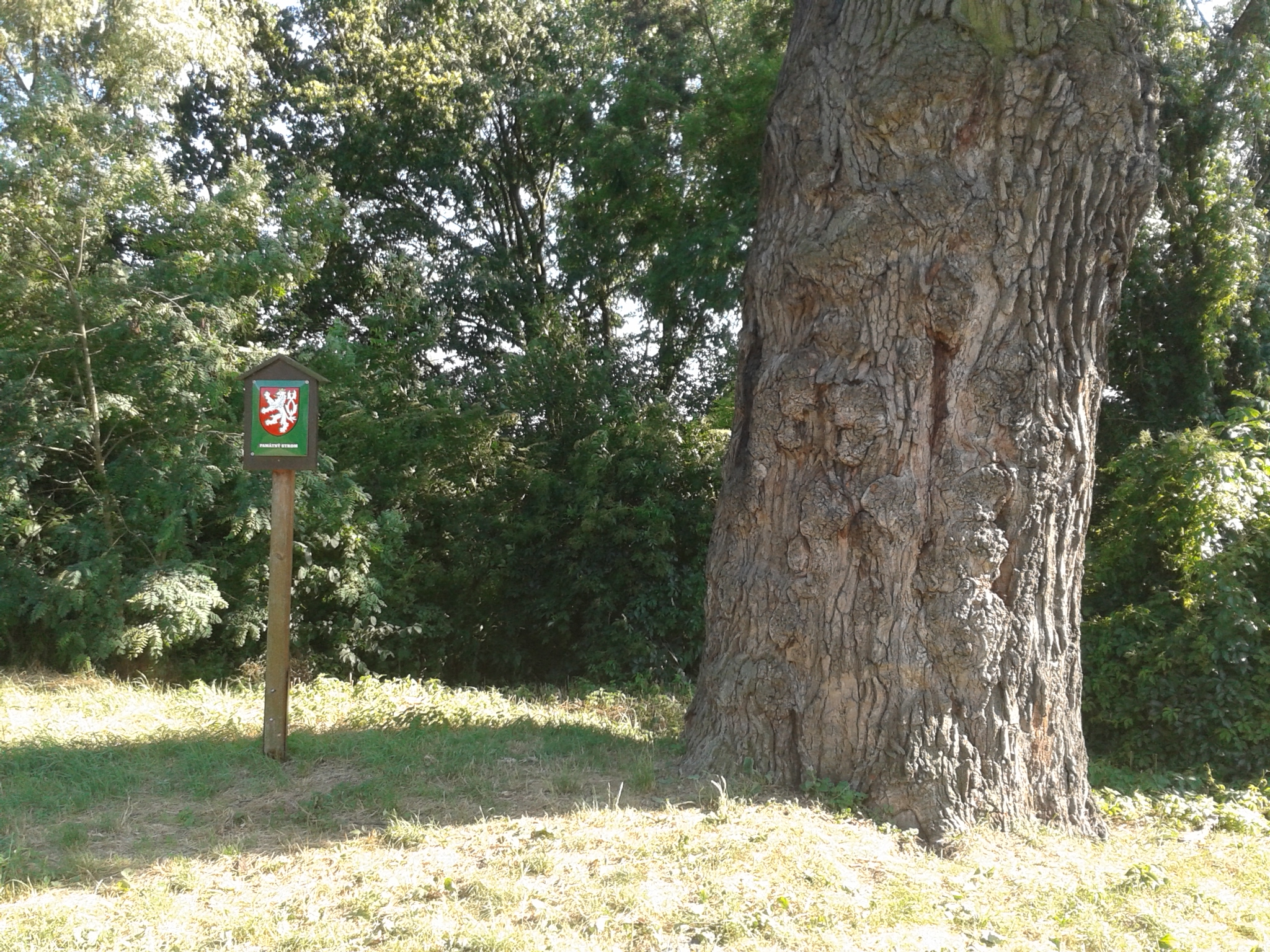
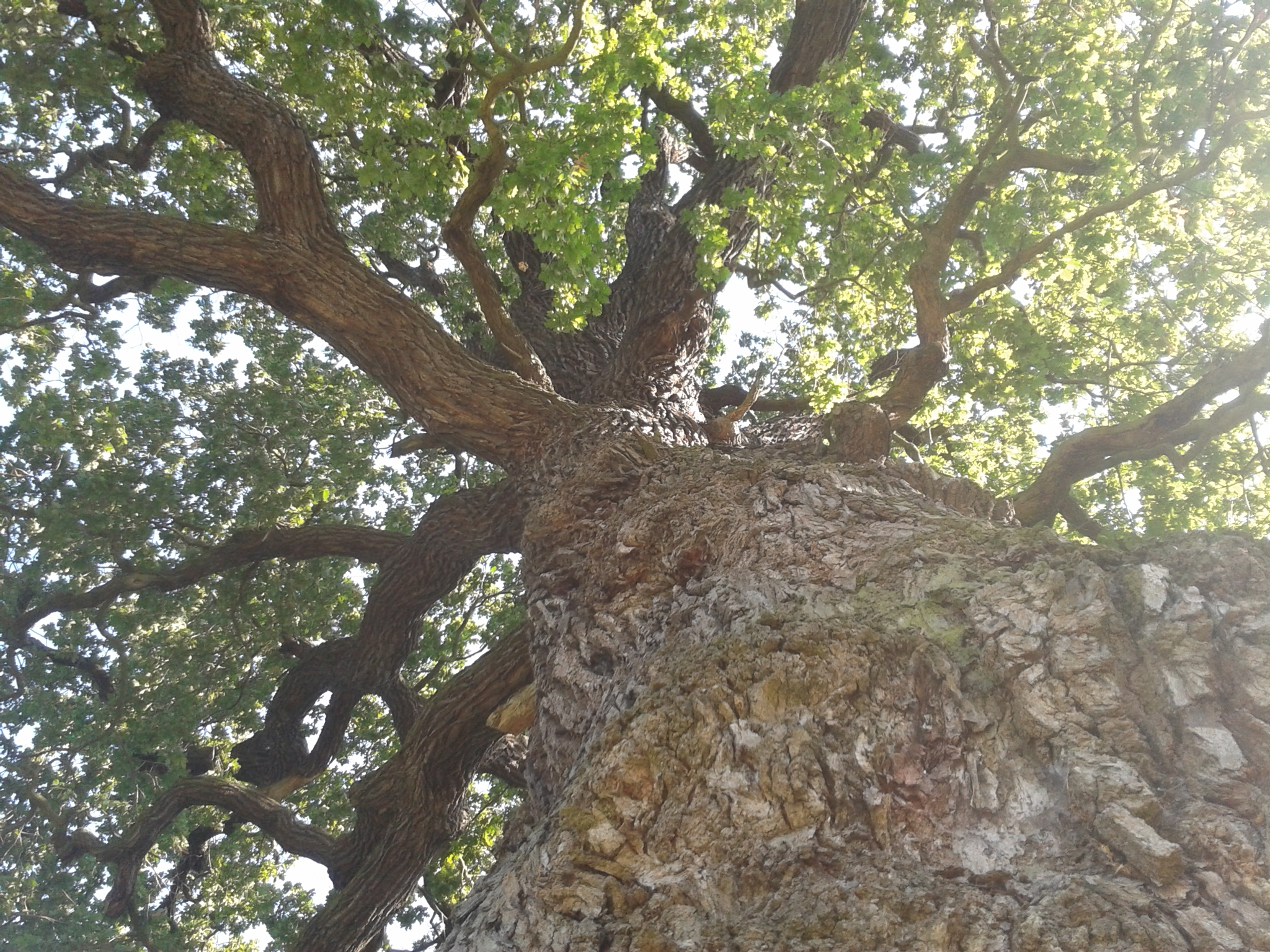
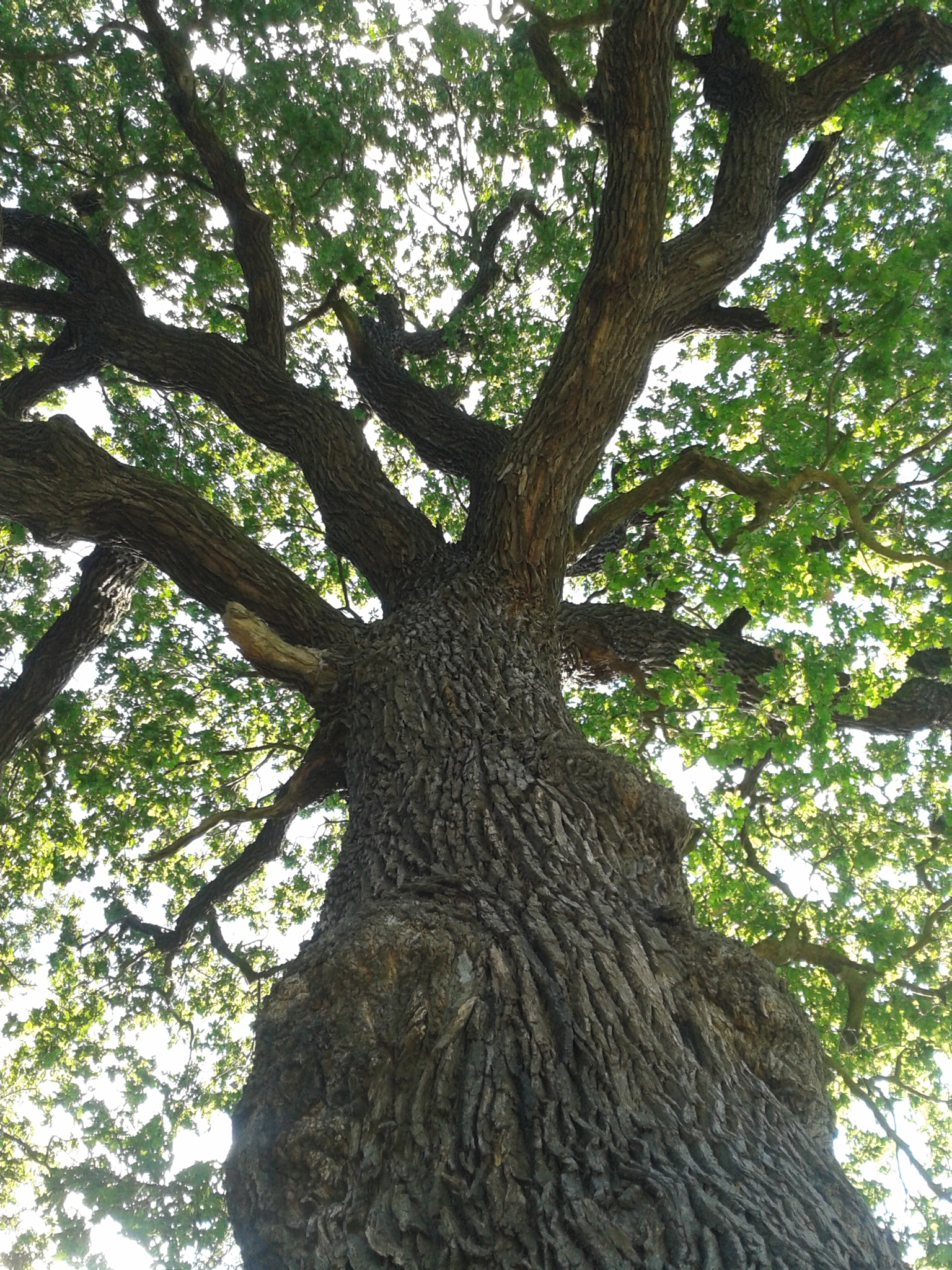
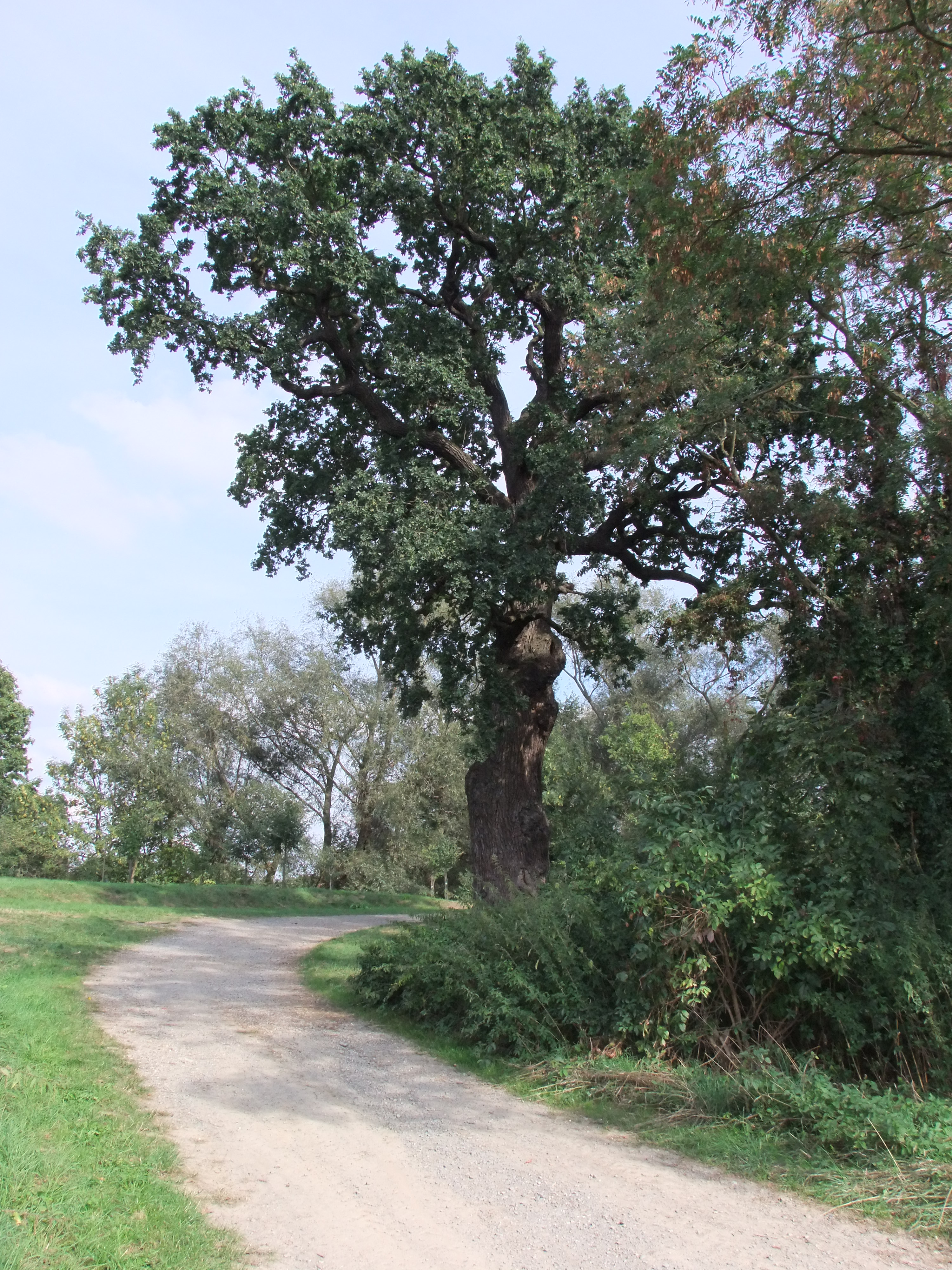
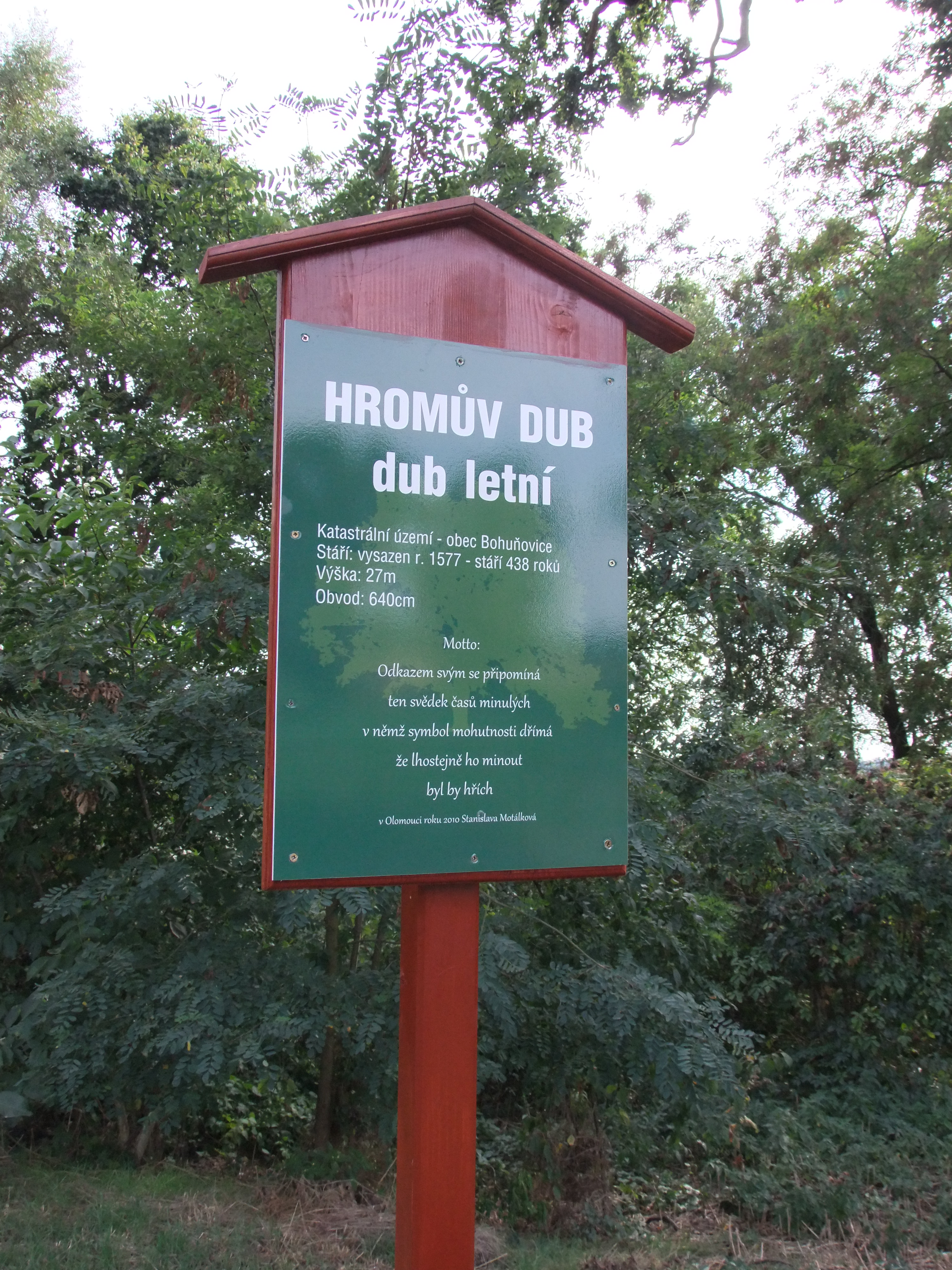
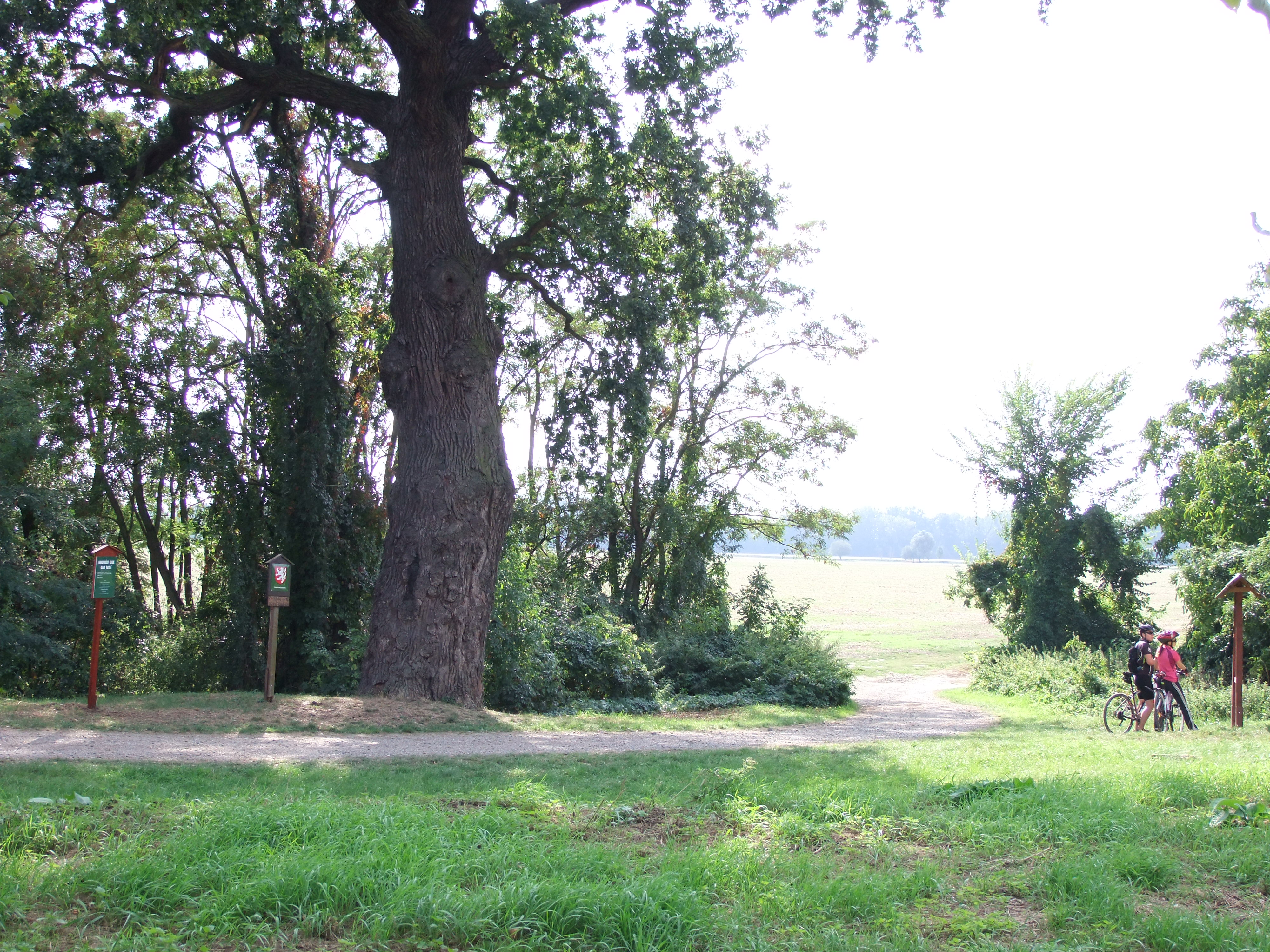
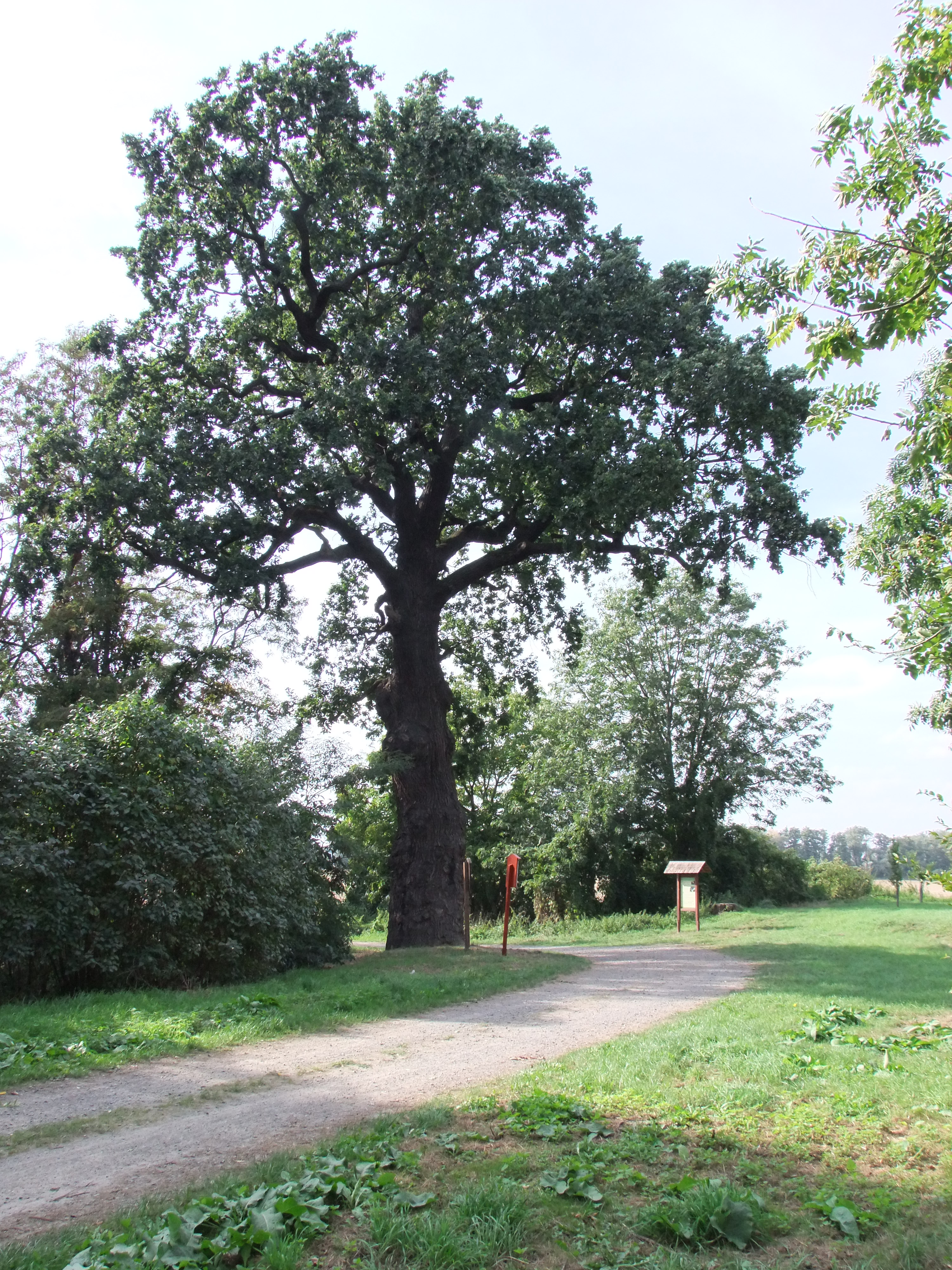